# David Broza
David Broza (דויד ברוזה), né le 4 septembre 1955 à Haïfa, est un auteur-compositeur-interprète israélien.
Son grand-père, Wellsley Aron fut le fondateur de la colonie arabe-israélienne de Neve Shalom (Oasis de paix)  et du mouvement juvénile Habonim.
Fils d'un homme d'affaires et d'une chanteuse folk, David grandit entre l'Angleterre et l'Espagne. Quand il était petit, il voulait devenir un artiste graphique et il vendait des tableaux au Rastro de Madrid à l'âge de 17 ans. Après le service militaire israélien, il commença à jouer dans des cafés et il finit par enregistrer un disque. Il habite maintenant entre Israël et New Jersey,,.
Son début aux États-Unis Away From Home, fut bien accepté par le New York Times. Et il a aussi eu du succès en Europe, sa chanson Raquel, fut utilisée par une série télévisée de TVE et son album, Isla Mujeres, s'édita dans plusieurs pays où il fit une tournée plus tard. Son dernier album, Todo o Nada, a été enregistré en espagnol aussi.
En tant que militant, il a été ambassadeur de bonne volonté de l'UNICEF. Sa chanson, Together (coécrite avec Ramsey McLean) fut sélectionnée pour le 50e anniversaire de l'UNICEF. Il a fait une tournée pour le Moyen-Orient au côté du musicien jordanien Hani Naser pour promouvoir la paix par la musique.

## Vie privée
Fils d'un homme d'affaires israélien-britannique et chanteur folk, Broza est né à Haïfa, en Israël. Il a été élevé et éduqué en Angleterre et en Espagne, où il a été scolarisé au Collège Runnymede, à Madrid. Le grand-père de Broza, Wellesley Aron, a cofondé le règlement de paix israélo-arabe, Neve Shalom - Wāħat as-Salām L'oasis de la paix) et le mouvement de jeunesse Habonim. Le jeune David Broza avait initialement l'intention de devenir graphiste et, à l'âge de 17 ans, il vendait ses peintures au Rastro, le marché aux puces du dimanche à Madrid. Après l'école secondaire, et tout en servant dans les forces de défense israéliennes, il a commencé à jouer de la guitare dans les cafés pour gagner de l'argent supplémentaire. Finalement, on lui a offert un contrat de disque, mais comme il espérait encore assister à l'école de Rhode Island de Design, il a refusé. Plus tard, il a enregistré une bande pour promouvoir ses spectacles.
Broza était marié à Ruti, dont il est divorcé. Il a trois enfants. Il a vécu à Cresskill, New Jersey, États-Unis pendant 17 ans. Il réside à Tel Aviv et est un membre de Kehilat Sinai, une synagogue de Masorti (conservateur). 

## Carrière musicale
La superstar israélienne David Broza est considéré comme l'un des artistes les plus dynamiques et les plus dynamiques du monde. De son tourbillon à la percussion et des rythmes flamands, à un son rock and roll, les performances charismatiques et énergiques de David Broza ont enchanté le public du monde entier. La musique de Broza reflète une fusion des trois pays dans lesquels il a été élevé: Israël, l'Espagne et l'Angleterre.
Plus que chanteur / compositeur, David Broza est également connu pour son engagement et son dévouement à plusieurs projets humanitaires, principalement le conflit israélo-palestinien. Depuis 1977, quand sa chanson Yihye Tov a frappé les ondes, David Broza a travaillé pour promouvoir un message de paix. Les paroles de la chanson, à peu près traduites comme «Les choses vont être meilleures» ont frappé au cœur de la question - que les gens partout dans le monde veulent la paix. Maintenant avec une chaîne d'albums multi-platine derrière lui, David Broza s'efforce toujours de perfectionner ce message.  
En 2013, Broza a commencé à travailler sur un nouveau projet - réunissant des musiciens israéliens et palestiniens pendant 8 jours et nuits pour travailler côte à côte dans un studio d'enregistrement de Jérusalem-Est. Le résultat est le nouvel album documentaire et compagnon, Jérusalem-Est de Jérusalem-Ouest, une collection de treize chansons qui mêlent les cultures, les langues et les styles dans une déclaration puissante sur la collaboration et la coexistence. L'album, produit par Steve Earle, présente un duo émouvant avec Wyclef Jean.    
Les aspirations de David Broza pour Jérusalem-Est de Jérusalem-Ouest reflètent les leçons apprises pendant sa création sans précédent - et depuis une vie consacrée à la paix et à une plus grande compréhension humaine.    
Broza continue de tourner et d'enregistrer avec des lumières de la musique de partout dans le monde. En 2007, un concert à Masada a présenté Broza avec des invités spéciaux Jackson Browne et Shawn Colvin. David Broza est apparu comme invité et a partagé le projet de loi avec Paul Simon, Bob Dylan, Van Morrison et beaucoup plus.     
Un musicien puissant, passionné de la paix et innovateur de l'industrie de la musique, David Broza awes et inspire le public avec son message sincère et allure musicale.     

## Collaboration Musicale
En 1994, David Broza s'est produit avec le chanteur texan Townes Van Zandt lors d'un concert de Writers in the Round à Houston. Lorsque Van Zandt mourut trois ans plus tard, il a laissé Broza une boîte à chaussures plein de poèmes inédits et des paroles avec une demande que Broza les mettre en musique. Le résultat a été Night Dawn : la poésie inédite de Townes Van Zandt ", qui a été publié en 2010.
En 2007, David Broza s'est produit lors de son concert annuel Sunrise at Masada en Israël où Broza a collaboré avec Shawn Colvin et Jackson Browne. Le concert a été filmé dans le cadre d'un spécial PBS et a été publié en 2014 sur DVD et CD par Magenta Label Group. Au début de 2013, Broza a enregistré des séances au Sabreen Studios à Jérusalem-Est avec une bande composée de musiciens israéliens et palestiniens, dont Mira Awad, Shaa'nan Streett de Hadag Nahash, du duo G-Town et Wyclef Jean de la Cisjordanie. L'album résultant, Jérusalem-Est / Jérusalem-Ouest, produit par Steve Earle et Steve Greenberg, a été libéré au début de 2014 sur S-Curve Records.

## Militant de la paix
Un militant engagé dans plusieurs causes humanitaires, Broza a été nommé ambassadeur de bonne volonté de l'UNICEF. Sa chanson Together (co-écrite avec Ramsey McLean) était le thème de la célébration du 50e anniversaire de l'UNICEF dans plus de 148 pays. Il a fait une tournée au Moyen-Orient avec le musicien jordanien Hani Naser pour promouvoir la paix à travers la musique. Ils ont été invités par les gouvernements israélien et jordanien à jouer en concert pendant la signature de paix entre les deux pays.

## Discographie
- 2016 The Long Road (Single)
- 2016 We Are All Alike (All Tears Are Alike) (Single)
- 2015 Andalusian Love Song
- 2014 East Jerusalem / West Jerusalem
- 2011 Third Language
- 2010 Night Dawn: The Unpublished Poetry Of Townes Van Zandt
- 2007 At Masada: The Sunrise Concert featuring Shawn Colvin & Jackson Browne
- 2007 Broza 5
- 2006 Things Will Be Better: The Best of David Broza
- 2006 Parking Completo
- 2004 Hameitav
- 2004 Parking Completo

- 2002 Todo o nada
- 2002 All or Nothing
- 2002 Painted Postcard
- 2001 Spanish Heart
- 2000 Isla mujeres
- 1999 Matchil Linshom
- 1995 Sodot Gdolim
- 1994 Stonedoors
- 1994 Second Street
- 1994 Elements of Love
- 1994 Masada Live
- 1993 Time of Trains
- 1992 Neshika Gnuva
- 1990 First Collection
- 1989 Away from Home
- 1987 A Poet in New York
- 1984 Broza
- 1983 haisha Sheiti
- 1981 Klaf
- 1979 David Broza
- 1978 hakeves Ha Shisha Asar
- 1977 Sikhot Salon